# Jak lisica budowała kurnik
Jak lisica budowała kurnik (ros. Лиса строитель, Lisa stroitiel) – radziecki krótkometrażowy film animowany z 1950 roku w reżyserii Pantielejmona Sazonowa powstały na podstawie baśni Iwana Kryłowa „Lis budowniczy”. 

## Fabuła
Lew z wielkim upodobaniem i zaangażowaniem hoduje kury. Niestety zamiast dochodów ponosi kolejne straty. Okazuje się bowiem, że nocami ktoś podkrada mu jego zwierzęta. Zdesperowany postanawia ogłosić konkurs na budowę takiego kurnika, w którym kury będą mogły czuć się bezpieczne. Chytra Lisica przekupuje Osła - asystenta Lwa i tym samym wygrywa konkurs. Następnie buduje taki kurnik, by móc się łatwo do niego dostać i wykraść wszystkie kury.

## Animatorzy
Tatjana Fiodorowa, Lidija Riezcowa, Michaił Botow, Wadim Dołgich, Igor Podgorski, Jurij Prytkow, Fiodor Chitruk

## Wersja polska
Seria: Bajki rosyjskie (odc. 5)
Opracowanie: Telewizyjne Studia Dźwięku – Warszawa

Reżyseria: Stanisław Pieniak

Dialogi: Stanisława Dziedziczak

Opracowanie muzyczne:
- Janusz Tylman,
- Eugeniusz Majchrzak

Dźwięk:
- Robert Mościcki,
- Jan Jakub Milęcki

Montaż: Jolanta Nowaczewska

Kierownictwo produkcji: Krystyna Dynarowska

Wystąpili:
- Włodzimierz Press – Lew
- Beata Jankowska – Lisica
- Janusz Bukowski –
  - Narrator,
  - Osioł
- Monika Wierzbicka – kury

Lektor: Krzysztof Strużycki